# Bob Denver
Robert Osbourne "Bob" Denver, född 9 januari 1935 i New Rochelle, New York, död 2 september 2005 i Winston-Salem, North Carolina, var en amerikansk skådespelare. Han är mest känd för sin roll som Gilligan i TV-serien Gilligan's Island.

## Biografi

### Utbildning och tidig karriär
Bob växte upp i staden Brownwood i Texas och tog sin examen vid Loyola University i Los Angeles. Efter avslutade studier arbetade han först som brevbärare. Han blev senare lärare i gymnastik och matematik vid en katolsk skola i Pacific Palisades.
Hans första framträdande på vita duken skedde i en film från år 1959, Luft i luckan. År 1963 medverkade han i filmen Hans vilda dotter, där han spelar mot bland andra James Stewart. Där spelade han en beatnik som arbetar på ett café. 

### Gilligan's Island
År 1964 fick han en av huvudrollerna i TV-serien Gilligan's Island, där han spelar en klantig kapten som är strandsatt på en öde ö tillsammans med sex andra personer. Serien blev väldigt populär och lades ned efter tre säsonger år 1967. Rollen som Gilligan spelar han även i filmen Rescue from Gilligan's Island från år 1979. Under slutet av 1970-talet gick det en tecknad version av Gilligan's Island med titeln The New Adventures of Gilligan, där Denver och de andra skådespelarna från originalserien gör rösterna. Han medverkade även i Gilligan's Planet, som är en science fiction-version av Gilligan's Island.
Efter att Gilligan's Island lagts ner, så gick det allt sämre för Bob Denver. Han hade svårt att få nya roller i filmer och TV-serier. Han fick mest gästspela som Gilligan i andra TV-serier, exempelvis i Fantasy Island, Alf och Baywatch. Han gästspelade som sig själv i ett avsnitt av The Simpsons. Han medverkade även i TV-serien The Good Guys tillsammans med Alan Hale, Jr (som också medverkade i Gilligan's Island).

### Senare liv
År 1998 arresterades Denver då en kartong med marijuana levererats till hans hem. Under polisförhöret berättade han att det var hans vän och kollega Dawn Wells (som också medverkade i Gilligan's Island) som skickat kartongen men under rättegången ändrade han sin historia och påstod att det måste ha varit "någon galen beundrare" som skickat drogerna. Senare hittade polisen mer marijuana i Denvers hem, och Denver dömdes till sex månaders skyddstillsyn. 
Senare i sitt liv började Denver arbeta på en radiostation, där han hade sitt eget radioprogram.

### Död
I maj år 2005 drabbades han av cancer, vilket han dog av den 2 september samma år. Han hade fru och fyra barn. Han var den fjärde skådespelaren från Gilligan's Island som dog.

## Filmografi i urval
- 1959 – Luft i luckan
- 1963 – Hans vilda dotter
- 1964–1967 – Gilligan's Island (TV-serie)
- 1967 – Ro hit med stålarna!
- 1968 – De unga vilda
- 1968–1970 – The Good Guys (TV-serie)
- 1974–1977 – The New Adventures of Gilligan (TV-serie)
- 1975–1976 – Far Out Space Nuts (TV-serie)
- 1978 – Rescue from Gilligan's Island
- 1982–1983 – Gilligan's Planet (TV-serie)
- 1987 – Alf (TV-serie) (gästroll)
- 1992 – Baywatch (TV-serie) (gästroll)